# 20894 Крумейх
20894 Крумейх (20894 Krumeich) — астероїд головного поясу, відкритий 21 листопада 2000 року.
Тіссеранів параметр щодо Юпітера — 3,349.